# Бахр-эль-Газаль (вади)
Бахр-эль-Газаль — вади, вытекающий из Чада.
Представляет собой довольно редкий пример стока обычно бессточного озера — при очень большом подъёме воды (при обильных дождях, редких в пустыне, окружающей озеро) вода стекает по этому руслу из Чада в более низкую впадину Боделе, образуя небольшое быстро пересыхающее озеро. В обычные же сезоны русло пустует, но существует подземный сток, до впадины не доходящий.
В прошлом являлся частью большого озера, от которого сегодня остался лишь Чад, сухое русло этой реки и впадина Боделе.